# Ærkebispedømmet Köln
 Denne artikel omhandler det moderne ærkebispedømme. For kurfyrstedømmet under det tysk-romerske rige, se Kurfyrstendømmet Köln.
|  | Manglende infoboks Nogle af informationerne i denne artikel kunne med fordel samles eller opsummeres i en infoboks, som det anbefales i stilmanualen. |

Ærkebispedømmet Köln (latin: Archidioecesis Coloniensis) er et romersk-katolsk ærkestift i det vestlige Tyskland. Det er et af de ældste og største stifter i Tyskland.
Stiftet ligger i den vestlige del af delstaten Nordrhein-Westfalen og i den nordlige del af delstaten Rheinland-Pfalz. Der bor 2,2 millioner katolikker (ud af 5,4 millioner indbyggere) i kirkeprovinsen. Den er inddelt i 16 dekanater og 743 kirkesogne og beskæftiger 970 præster, 300 diakoner og 2266 ordenssøstre. Ærkebiskoppen af Köln er Pr.  2020 kardinal Rainer Maria Woelki. Domkirken, Kölnerdomen, er verdens mest en af verdens mest besøgte bygninger.
| Kristendom | Spire Denne artikel om kristendom er en spire som bør udbygges. Du er velkommen til at hjælpe Wikipedia ved at udvide den. |